# Johannes Cothmann

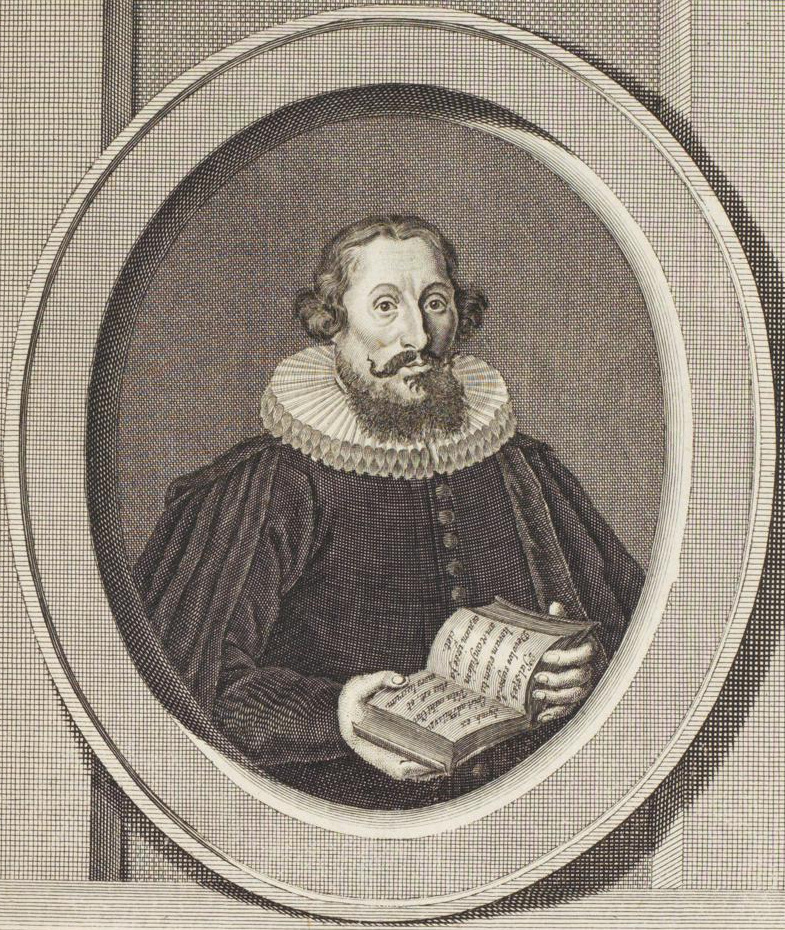
Johannes Cothmann

Johannes Cothmann, auch: Cottmannus (* 24.(?) August 1595 in Herford; † 6. Oktober 1650 in Rostock) war ein deutscher lutherischer Theologe.

## Leben
Der Sohn des Kanonikers in Herford Ludwig Cothmann, hatte das zunächst das Gymnasium in Herford und 1612 das Gymnasium in Osnabrück besucht und 1615 ein Studium an der Universität Gießen begonnen. Hier hatte er vier Jahre lang die Vorlesungen von Balthasar Mentzer der Ältere, Johannes Winckelmann und Justus Feuerborn (1587–1656) besucht. 1619 wechselte er an die Universität Rostock. Hier wurde er der erste Senior der westfälischen Nation, die um diese Zeit entstand. 1625 wurde er Professor der Theologie in Rostock berufen und erwarb sich auf Befehl des Herzogs Johann Albrecht II. von Mecklenburg an der Universität Wittenberg am 2. Mai 1626 bei Balthasar Meisner das Lizentiat der Theologie.
Nachdem er auch Leipzig und Jena besucht hatte, kehrte er zurück nach Rostock, wo er am 24. Juli 1626 die zweite fürstliche Professur der Theologie antrat. Er war in die Auseinandersetzungen der lutherischen Orthodoxie jener Zeit involviert und stieg 1633 in die erste fürstliche Theologieprofessur auf. Aus finanziellen Gründen promovierte am 15. Juli 1634 in Wittenberg bei Jakob Martini zum Doktor der Theologie. Er beteiligte sich auch an den organisatorischen Aufgaben der Rostocker Hochschule. So war er mehrfach Dekan der theologischen Fakultät und war in den Sommersemestern  1627 1633, 1639, 1641, 1644, 1650 Rektor der Alma Mater.

## Werke
- Destructionem fundamenti Papatus.
- Defensionem de matrimoni comprivignorum. Rostock 1638
- Refutationem resposi opposite. Rostock
- Duellum eucharisticum. Rostock 1638